# Platylabus fugator
Platylabus fugator là một loài tò vò trong họ Ichneumonidae.